# DeMarcus Corley
Pour les articles homonymes, voir Corley.
DeMarcus Corley est un boxeur américain né le 3 juin 1974 à Washington D.C..

## Carrière
Passé professionnel en 1996, il remporte la titre vacant de champion du monde des poids super-légers WBO le 30 juin 2001 par arrêt de l'arbitre dès la 1re reprise contre Felix Flores. Corley conserve son titre aux dépens de Ener Julio et de Randall Bailey puis perd aux points face à Zab Judah le 12 juillet 2003.